# Campionati del mondo di ciclismo su pista 2023 - Corsa a punti maschile
La corsa a punti maschile ai Campionati del mondo di ciclismo su pista 2023 si è svolta il 9 agosto 2023 su un percorso di 160 giri, per un totale di 40 km/h con sprint intermedi ogni 10 giri, di cui l'ultimo con punti doppi. La vittoria è andata al neozelandese Aaron Gate, che ha concluso il percorso con il tempo di 44'40" alla media di 53,731 km/h.
Accreditati alla partenza 24 ciclisti di federazioni diverse, dei quali 21 hanno completato la gara.

## Podio
| Pos.    | Atleta                | Nazionalità   |
| ------- | --------------------- | ------------- |
| Oro     | Aaron Gate            | Nuova Zelanda |
| Argento | Albert Torres         | Spagna        |
| Bronzo  | Fabio Van Den Bossche | Belgio        |

## Risultati
| Posizione | Atleti                | Nazione       | Punti giro | Punti sprint | punti totali |
| --------- | --------------------- | ------------- | ---------- | ------------ | ------------ |
| 1         | Aaron Gate            | Nuova Zelanda | 80         | 43           | 123          |
| 2         | Albert Torres         | Spagna        | 80         | 27           | 107          |
| 3         | Fabio Van Den Bossche | Belgio        | 80         | 15           | 95           |
| 4         | Roger Kluge           | Germania      | 80         | 9            | 89           |
| 5         | William Perrett       | Gran Bretagna | 60         | 15           | 75           |
| 6         | Mathias Guillemette   | Canada        | 60         | 9            | 69           |
| 7         | Naoki Kojima          | Giappone      | 60         | 3            | 63           |
| 8         | Bertold Drijver       | Ungheria      | 60         | 0            | 60           |
| 9         | Yoeri Havik           | Paesi Bassi   | 40         | 12           | 52           |
| 10        | Michele Scartezzini   | Italia        | 40         | 7            | 47           |
| 11        | Donavan Grondin       | Francia       | 20         | 21           | 41           |
| 12        | Alon Yogev            | Israele       | 20         | 5            | 25           |
| 13        | Wojciech Pszczolarski | Polonia       | 0          | 3            | 3            |
| 14        | Gustav Johansson      | Svezia        | 0          | 2            | 2            |
| 15        | Adam Křenek           | Rep. Ceca     | 0          | 1            | 1            |
| 16        | Colby Lange           | Stati Uniti   | 0          | 0            | 0            |
| 17        | Simon Vitzthum        | Svizzera      | -20        | 5            | -15          |
| 18        | Artıom Zaharov        | Kazakistan    | -20        | 5            | -15          |
| 19        | Daniel Crista         | Romania       | -20        | 2            | -18          |
| 20        | Facundo Lezica        | Argentina     | -20        | 0            | -20          |
| 21        | Mykyta Yakovlev       | Ucraina       | -20        | 0            | -20          |
| –         | Lotfi Tchambaz        | Algeria       | DNF        | DNF          | DNF          |
| –         | Joshua Duffy          | Australia     | DNF        | DNF          | DNF          |
| –         | Juan Esteban Arango   | Colombia      | DNF        | DNF          | DNF          |

 Nota: DNF ritirato